# Бойко, Вячеслав Андреевич
Вячеслав Андреевич Бо́йко (18 октября 1938, Приют, Никопольский район, Днепропетровская область, Украинская ССР, СССР — 10 февраля 2018) — депутат Государственной думы второго и третьего созывов. Член Президиума ЦК КПРФ в 1997—2000 гг.

## Биография
Имел незаконченное высшее образование (учился в Калужском филиале МВТУ). Работал на должностях от мастера до начальника цеха на Калужском заводе телеграфной аппаратуры. Избирался членом бюро Калужского обкома КПСС (1983—1991).
В 1995 году избран в Государственную Думу второго созыва. Был членом фракции КПРФ, членом Комитета по конверсии и наукоемким технологиям. В Государственную Думу РФ третьего созыва был избран по Калужскому одномандатному избирательному округу 86, выдвигался избирательным объединением КПРФ, был членом фракции КПРФ, членом Комитета по регламенту и организации работы Государственной Думы.
С 20 апреля 1997 года по 3 декабря 2000 года — член Президиума ЦК КПРФ.
В 2003 году на декабрьском пленуме и съезде КПРФ был в числе 23 делегатов, которые голосовали за досрочную отставку председателя ЦК КПРФ Геннадия Зюганова. В июне 2004 году во время внутрипартийного конфликта и в преддверии десятого съезда КПРФ выступил с критикой Зюганова, подписав заявление нескольких членов ЦК КПРФ, где ответственность за низкий результат на думских выборах возлагалась на лидера партии. Заявление также подписали Любовь Олейник, Олег Корякин, Георгий Костин, Борис Тюков и Александр Шабанов. Сам Зюганов назвал письмо «хорошо продуманной, спланированной, проплаченной акцией», заявив, что его авторы «добиваются ослабления КПРФ». В свою очередь заместитель председателя думской фракции КПРФ Сергей Решульский заявил, что авторы письма на предстоящем съезде будут исключены из ЦК, член думской фракции КПРФ Тамара Плетнёва заявила, что «авторы письма исполнили желание своих хозяев, а не партийной организации». Депутат Госдумы Александр Кравец также негативно оценил позицию авторов письма.
Скончался 10 февраля 2018 года.